# Punto cero
Punto cero (título original:Ground Zero) es una película de catástrofes de 2000 dirigida por Richard Friedman y protagonizada por Janet Gunn, Jack Scalia y Scott Terra.

## Argumento
Kimberly es una geóloga especializada en sismología. Un día se desplaza con su hijo a una cabaña en lo más profundo de los bosques de Los Angeles teniendo a su disposición los últimos y más innovadores equipos de medida de terremotos. El propósito de Kimberly, que además tiene el apoyo del instituto de sismología al respecto, es estudiar y analizar por qué se están produciendo en los últimos meses en la zona una serie de sacudidas que cada vez tienen mayor intensidad.
El primer hallazgo que hace Kimberly en el lugar es que en la región ha habido un aumento de la tensión en las zonas de falla. Sin embargo, más tarde ella empieza a descubrir que detrás de los terremotos se encuentra una compañía que fabrica misiles nucleares para luego venderlos a países sudamericanos.

## Reparto
| Actor               | Personaje          |
| ------------------- | ------------------ |
| Janet Gunn          | Kimberly Stevenson |
| Jack Scalia         | Michael Brandeis   |
| Scott Terra         | Justin Stevenson   |
| Martin Hewitt       | Robert Stevenson   |
| Reginald VelJohnson | Burt Green         |
| Vladimir Kulich     | Bateman            |
| Roxana Zal          | Victoria Heflin    |

## Recepción
El filme ha sido valorado en portales cinematográficos. En  IMDb, por ejemplo, con 327 votos registrados al respecto, la película obtiene en ese portal una media ponderada de 3,6 sobre 10.